# NGC 2761
NGC 2761 је спирална галаксија у сазвежђу Рак која се налази на NGC листи објеката дубоког неба.
Деклинација објекта је + 18° 26' 6" а ректасцензија 9h 7m 30,7s. Привидна величина (магнитуда) објекта NGC 2761 износи 14,3 а фотографска магнитуда 15,2. NGC 2761 је још познат и под ознакама MCG 3-23-41, CGCG 91-1, CGCG 90-77, KARA 302, IRAS 09047+1838, PGC 25638.